# Barry van Galen
Barry van Galen (Haarlem, 4 april 1970) is een voormalig Nederlands voetballer. Als speler speelde hij voor FC Haarlem, Roda JC, NAC en AZ. Hij kwam eenmalig uit voor het Nederlands elftal.

## Biografie
Van Galen begon als amateurvoetballer bij DSC '74 en RCH. Zijn loopbaan als profspeler startte in 1991 bij FC Haarlem. In 1993 maakte hij de overstap naar Roda JC, waar hij drie seizoenen speelde, voordat hij de overstap maakte naar NAC Breda.
Als speler van Roda JC werd Van Galen een keer eerder opgeroepen voor het Nederlands elftal. Dat was op 31 augustus 1996, toen Oranje onder leiding van Guus Hiddink tegen Brazilië speelde. Van Galen speelde echter niet.
Sinds de zomer van 1997 stond hij onder contract bij AZ. Het goede spel alhier zorgde ervoor dat hij op 17 november 2004 door bondscoach Marco van Basten werd opgeroepen voor het kwalificatieduel voor het Wereldkampioenschap voetbal 2006 tegen Andorra. Met 34 jaar en 227 dagen was Van Galen op dat moment de oudste debutant in de historie van het Nederlands elftal. Hij nam toen het record dat dateerde van 26 maart 1921 over van de toen 33-jarige Ben Hoogstede. Hij verloor dit record op 1 juni 2010, toen doelman Sander Boschker op 39-jarige leeftijd debuteerde voor het Nederlands elftal.
Op vrijdag 12 mei 2006 speelde hij zijn laatste wedstrijd voor AZ. Dit deed hij met een eigen team tegen een eveneens zelf samengesteld team van de stoppende Michael Buskermolen. De wedstrijd eindigde in een 4-2-overwinning van het team van Van Galen, waarbij hij één doelpunt voor zijn rekening nam. Het was naast een afscheidswedstrijd van de twee AZ-spelers ook het afscheid van het oude stadion, de Alkmaarderhout. Tussen 2006 en 2019 was hij werkzaam als scout voor AZ.

## Trivia
In de Nederlandse Eredivisie was hij lange tijd recordhouder met 82 gele kaarten. In een bekerduel in augustus 2000 belandde Telstar-speler Richard Stricker twee dagen in coma na een kopduel met Van Galen. Stricker overleefde de confrontatie, maar zou nooit meer kunnen voetballen op het hoogste niveau.
Buiten het veld kwam Van Galen verschillende keren met justitie in aanraking vanwege uitgaansgeweld. In 2005 werd Van Galen door de politierechter veroordeeld tot 60 uur dienstverlening wegens mishandeling van twee vrouwen op de kermis van Assendelft in 2004.

## Clubstatistieken
| Seizoen | Club       | Land      | Competitie     | Duels | Goals |
| ------- | ---------- | --------- | -------------- | ----- | ----- |
| 1991/92 | FC Haarlem | Nederland | Eerste divisie | 29    | 13    |
| 1992/93 | FC Haarlem | Nederland | Eerste divisie | 28    | 13    |
| 1993/94 | Roda JC    | Nederland | Eredivisie     | 31    | 8     |
| 1994/95 | Roda JC    | Nederland | Eredivisie     | 26    | 6     |
| 1995/96 | Roda JC    | Nederland | Eredivisie     | 20    | 3     |
| 1996/97 | NAC        | Nederland | Eredivisie     | 28    | 3     |
| 1997/98 | AZ         | Nederland | Eerste divisie | 31    | 7     |
| 1998/99 | AZ         | Nederland | Eredivisie     | 27    | 5     |
| 1999/00 | AZ         | Nederland | Eredivisie     | 28    | 11    |
| 2000/01 | AZ         | Nederland | Eredivisie     | 27    | 3     |
| 2001/02 | AZ         | Nederland | Eredivisie     | 29    | 2     |
| 2002/03 | AZ         | Nederland | Eredivisie     | 27    | 9     |
| 2003/04 | AZ         | Nederland | Eredivisie     | 31    | 7     |
| 2004/05 | AZ         | Nederland | Eredivisie     | 22    | 7     |
| 2005/06 | AZ         | Nederland | Eredivisie     | 24    | 3     |
| Totaal  | Totaal     | Totaal    | Totaal         | 408   | 100   |

## Erelijst
- Vicekampioen Eredivisie: 1995 (Roda JC)
- Winnaar Eerste Divisie: 1998 (AZ)
- Halvefinalist UEFA Cup: 2004/2005 (AZ)
- Maker van het allerlaatste doelpunt in de Alkmaarderhout, het oude stadion van AZ.

## Uitspraken
- ,,Je hebt jongens die als ideale schoonzoon op de wereld komen en je hebt geboren etterbakjes. Ik behoor tot die laatste categorie."
- ,,Roelof Luinge zal nooit mijn vriend worden. We liggen elkaar niet. Als hij floot, wist ik dat ik geel of rood zou krijgen."
- "Adriaanse zette me begin dit seizoen op de bank omdat ik in de voorbereiding niet goed genoeg mijn best zou hebben gedaan. Onzin! Al jaren doe ik tijdens de vakantie helemaal niks."